# Hystrix cristata

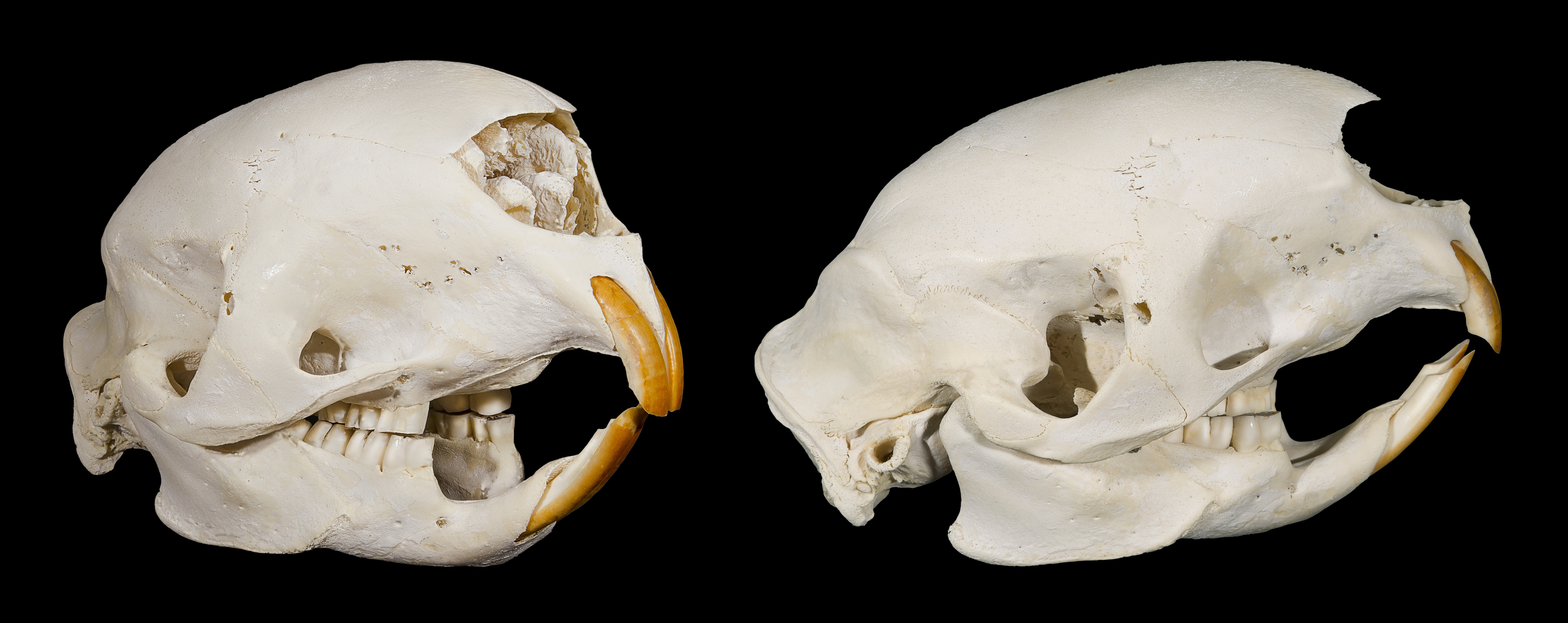
Hystrix cristata Crani – Museu de Tolosa de Llenguadoc

Hystrix cristata és un gènere de rosegadors amb una capa protectora de punxes punxegudes. Viuen tant al Vell Món. Després del capibara i el castor, els porcs espins són els tercers rosegadors més grossos de tots.